# Saderra (Orís)
|  | Per a altres significats, vegeu «castell de Saderra». |

Saderra és un casal al veïnat de Saderra al terme municipal d'Orís (Osona). Mas prop de l'església de Sant Marcel, és esmentat des del 945. La casa està documentada a partir de finals del segle XIII. Al segle XVIII Josep Saderra adquireix finques a Ogassa, Sant Martí Sescorts i està documentat a diferents censals. El seu fill Joan incrementà la propietat mitjançant l'heretat.
Edifici civil catalogat a l'Inventari del Patrimoni Arquitectònic de Catalunya. Gran casal cobert a quatre vessants i orientat a migdia. Realitzat en materials vulgars però amb resultat d'una edificació molt sòlida. Hi ha una cabana datada al 1808 i es conserva l'era. A l'interior es conserva un ric mobiliari. L'any 1908 i fins al 1912 va ser reformada per Carles Saderra, amb influències de l'arquitecte Morató.